# VAT Information Exchange System
VIES (VAT Information Exchange System) – internetowy system wymiany informacji o VAT, umożliwiający weryfikację numerów identyfikacyjnych VAT podmiotów gospodarczych zarejestrowanych dla potrzeb transakcji transgranicznych dotyczących towarów i usług.
Warunki współpracy pomiędzy właściwymi organami państw członkowskich Unii Europejskiej, odpowiedzialnymi za stosowanie przepisów ustawowych dotyczących VAT określa Rozporządzenie Rady (UE) nr 904/2010 z dnia 7 października 2010 roku. Rozporządzenie to obliguje, by państwa członkowskie umożliwiały uczestnikom transakcji wewnątrzwspólnotowych weryfikację numeru identyfikacyjnego VAT podmiotów  państw członkowskich Unii Europejskiej.
Dla potrzeb tej weryfikacji powstał system informatyczny VIES, który umożliwia sprawdzenie numeru identyfikacyjnego VAT w Unii Europejskiej, podmiotów gospodarczych, zarejestrowanych jako dokonujących transakcji wewnątrzwspólnotowych.
System informatyczny VIES udostępniany jest na stronie internetowej Komisji Europejskiej.
Aby poprawnie sprawdzić kontrahenta w systemie VIES, należy podać państwo członkowskie Unii Europejskiej, z którego pochodzi przedsiębiorca, oraz jego numer VAT EU. W odpowiedzi na zapytanie w systemie pojawiają się komunikaty:
- Numer VAT-EU    aktywny (weryfikowany podmiot posiada status europejskiego płatnika VAT);
- Numer VAT-EU nieaktywny (weryfikowany podmiot nie jest aktywny na dzień weryfikacji).

Weryfikacja kontrahenta w systemie VIES jest potrzebna w przypadku chęci zastosowania stawki VAT 0%. Aby dokonywać transakcji wewnątrzwspólnotowych, obydwie strony muszą być podatnikami zarejestrowanymi dla celów WDT (wewnątrzwspólnotowej dostawy towarów).